# Ida-Kristina Eriksson
Ida-Kristina Eriksson, född 14 september 1912 i Riset vid Robertsfors, död 29 april 2003 i Bollnäs,, var en svensk konstnär.
Hon var dotter till hyvlaren Karl Johan Nilsson och Johanna Albertina Viklund och från 1936 gift med Manfred Kornelius Eriksson. 

## Biografi
Eriksson konststudier inleddes 1944 med en Hermodskurs i teckning/måleri, därefter på Otte Skölds målarskola i Stockholm under våren 1946. 1951 debuterade Eriksson på KFUM-lokalen i Skellefteå där hon visade 42 pasteller och två oljemålningar.  Hon medverkade under åren 1951–1954 i sammanlagt sex utställningar, bland annat 1953 på Hultsfreds Konstförening tillsammans med fyra Göteborgskolorister, Martin Larsson, Bengt Blomqvist, Nils Wedel och Helge Lindahl, i Konstfrämjandets vandringsutställning ”Konst för ditt hem” 1953 och på Gävleborgs läns konstutställning i Gävle oktober 1954.  Hon omnämns i Svenskt konstnärslexikon från 1953 i en mindre notis "har utfört abstrakta bilder i pastell".
Efter att ha blivit nekad möjligheten att ställa ut vid Bollnäs konstcirkel fortsatte hon arbeta i självvald isolering och i stor utsträckning i hemlighet fram till och med 1970-talet.  Hennes efterlämnade verk upptäcktes först efter hennes bortgång i en amerikakoffert innehållande ett 100-tal pasteller, skisser, tidningsklipp, böcker och tidskrifter (totalt cirka 420 poster). 

## Ida-Kristina Erikssons konst
Erikssons ofta modernistiskt influerade konst består av stilleben, porträtt i oljepastell, olja och tecknade i blyerts, krita och tusch. Hon arbetade även med linoleumtryck, collage och experimenterade med metalltrådsporträtt. Motiven hämtades ofta från hemmet: möbler, blommor, frukt, bestick, stekjärn, diskställ och andra köksutensilier, liksom porträtt, självporträtt och abstrakta kompositioner.
År 2006 genomfördes en retrospektiv utställning på Blickpunkten av Robertsfors konstförening och en minnesutställning på Bollnäs Konsthall. Eriksson är representerad vid Skellefteå museum. Hon signerade sina verk Ida Kristina, vilket också fått ge namn till ett rum i Bollnäs Kulturhus; Ida Kristinas rum, där ett urval av hennes arbeten finns utställda.